# 防风氏

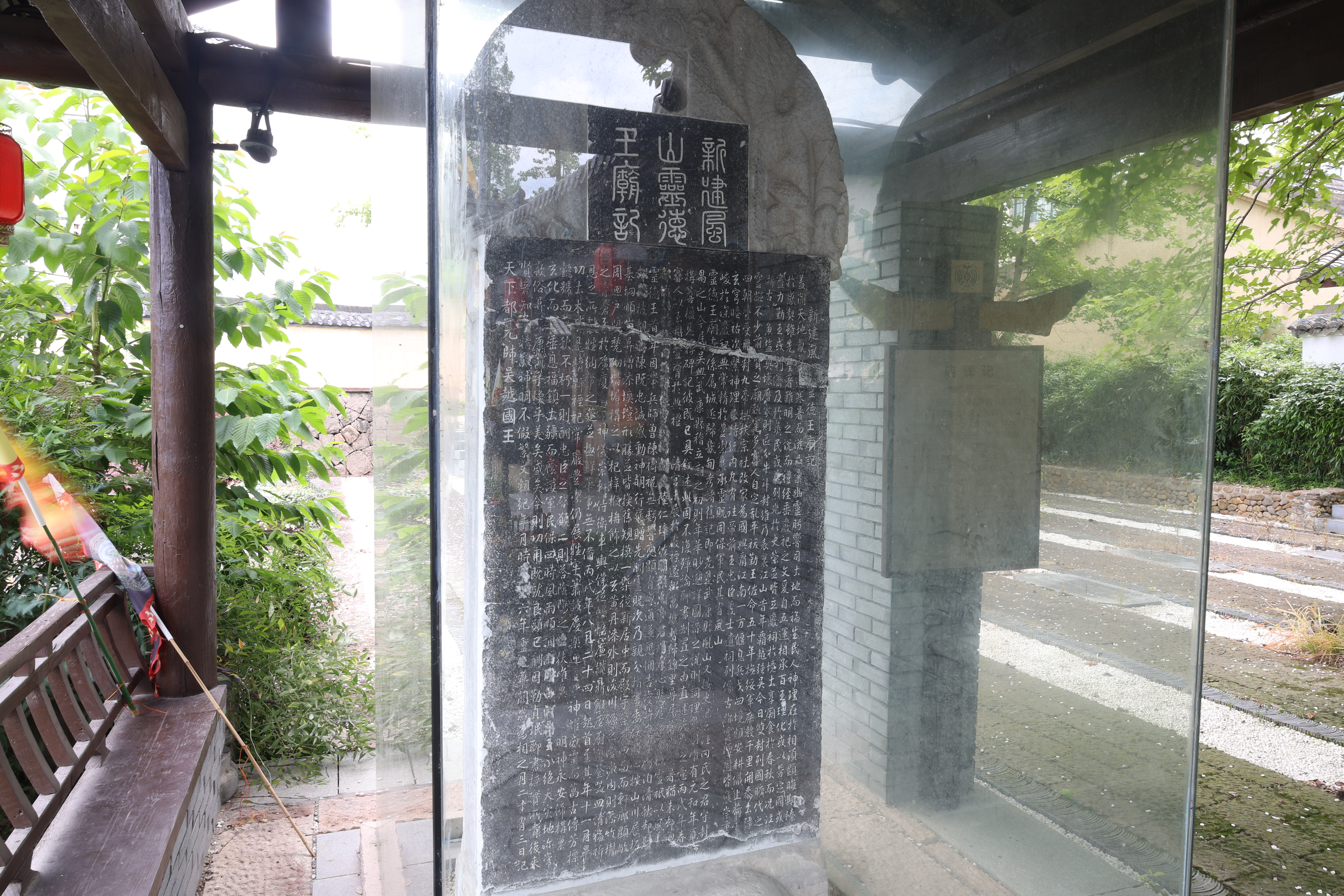
宝正六年（931），吴越王钱鏐为防风氏祠庙新建所立碑《新建風山靈德王廟记》，在今德清县二都村防风庙前。

防风氏，中國传说中上古人物或氏族名，巨人族，高三丈三尺。

## 人物
防風氏是大禹时期人物，為远古防风国的创始人，又称汪芒氏，传说今天汪姓的始祖。他协助大禹治水。按《国语·鲁语》中记载：春秋时期，吴国攻打越国（北魏郦道元《水经注·淮水》中认为是吴伐楚），摧毁了会稽城，同时出土了一根要用车拉的大骨头。吴国使者向孔子请教，孔子说，古时大禹召集诸侯到会稽山开会，大会开了三天，却还没见防风氏；等他赶来后，禹大怒，将其杀死。防风氏人高骨头也大，要用车拉才行，但这骨头是否就是防风氏的遗骨，不敢确定。孔子又说，防风氏就是汪芒氏的诸侯，封地在封嵎山（今浙江德清县三合乡）一带。

防风氏被杀后，相传有许多诸侯为他喊冤，禹不得已派人下去进行调查，结果防风氏确实是为了防洪而延误会期。于是，大禹给防风氏平反，并允许立庙祭祀。魏晋南北朝时期，吴越武康地区建有防风庙，里面的防风氏像都是“龙首牛耳，连眉一目，足长三丈”的模样。
传说防风氏被杀的法场就在今柯桥区的型塘村（原作刑塘村）。吴越国王钱镠封防风氏为灵德王，并于宝正六年(931年)重建“风山灵德王庙”，并立《风山灵德王庙记》碑石一方。

## 相关记载
- 北魏郦道元《水经注·淮水》:

|  | 吴伐楚，堕会稽，获骨焉，节专车。吴子使来聘，且问之，客执骨而问曰：敢问骨何为大？仲尼曰：丘闻之：昔禹致羣神于会稽之山，防风氏后至，禹杀之，其骨专车，此为大也。 |

|  | 淮水自莫邪山，东北径马头城北，魏马头郡治也，故当涂县之故城也。 |

- 宋朝文学家苏轼《濠州七绝·涂山》:

|  | 川锁支祁水尚浑,地埋汪罔骨应存。 樵苏已入黄熊庙,乌鹊犹朝禹会村。 |